# Besetzung und Räumung von Lützerath

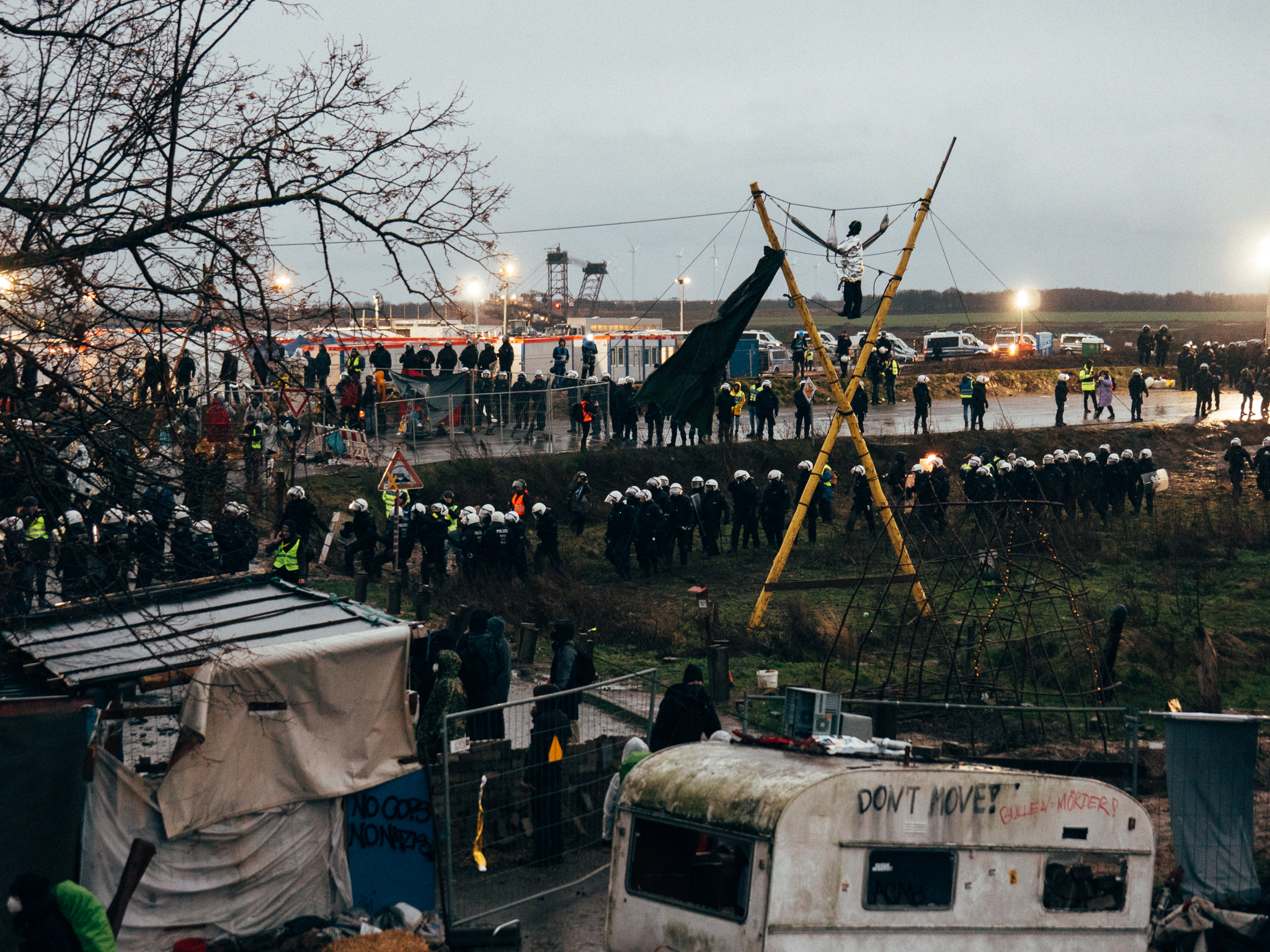
Räumung Lützeraths, 11. Januar 2023

Die Besetzung und Räumung von Lützerath beschreibt die Ereignisse rund um die Umsiedlung, Besetzung und anschließende Räumung des ehemaligen Weilers Lützerath (in diesem Kontext auch Lützi) im Rheinischen Braunkohlerevier zwischen 2020 und 2023. Im Zuge der Erweiterung des Tagebaus Garzweiler II durch RWE wurden die Bewohner Lützeraths seit 2006 umgesiedelt und deren Grundstücke teilweise per Gerichtsbeschluss enteignet, um die darunter liegende Braunkohle fördern zu können. Gegen den Abriss des Weilers und die Kohleförderung mobilisierten seit 2020 verschiedene Umwelt- und Klimaschutzorganisationen. Im Verlauf der Protestaktionen besetzten Aktivisten die verbliebenen Häuser mit dem Ziel, den Erhalt des Erkelenzer Ortsteils zu sichern und damit den Abbau der Braunkohle zu verhindern. Im Januar 2023 wurde der Weiler durch einen Polizeieinsatz geräumt und unmittelbar darauf zerstört. Im Kontext der Räumung kam es zu massenhaftem zivilem Ungehorsam mit Blockaden, bundesweiten Protestaktionen und teilweise gewaltsamen Auseinandersetzungen zwischen Polizei und Aktivisten.

## Umsiedlung

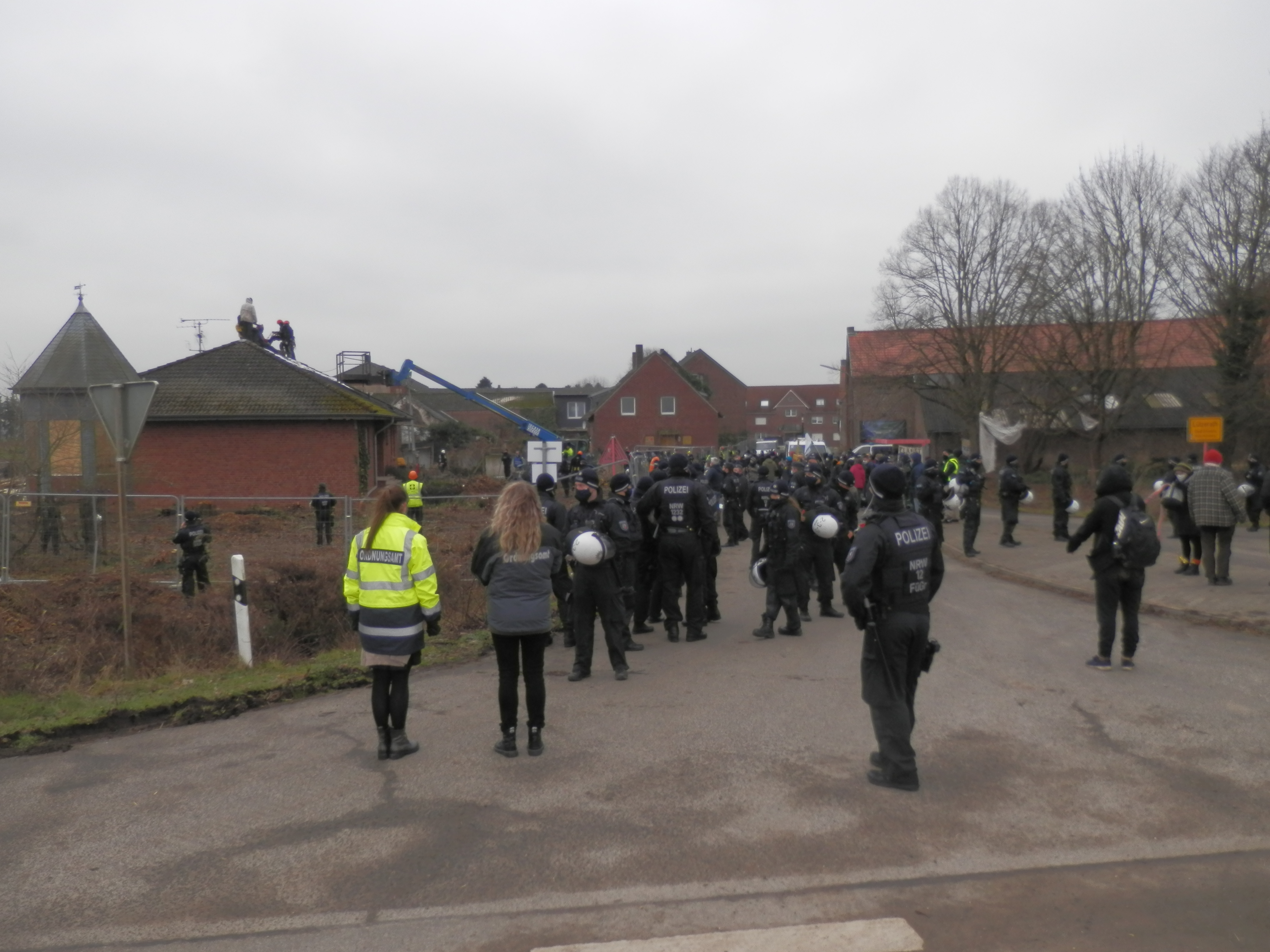
Proteste und Polizeieinsatz bei der Vorbereitung zu Abrissarbeiten im Januar 2021

Seit 2020 ließ der Tagebaubetreiber RWE Power AG in Lützerath Bäume und Sträucher roden sowie erste Gebäude abreißen. Im Rahmen der Proteste von Braunkohlegegnern und Klimaschützern wurden eine Mahnwache installiert, Dorfspaziergänge und Demonstrationen veranstaltet und es kam wiederholt zu Hausbesetzungen.
Im April 2021 kündigte der ortsansässige Landwirt Eckhard Heukamp an, die Inanspruchnahme seines Eigentums anzufechten. Vor dem Verwaltungsgericht Aachen wurde Widerspruch gegen einen „Grundabtretungsbeschluss“ eingelegt. Heukamps Anwalt sah die Enteignung, unter anderem in Bezug auf ein Urteil des Bundesverfassungsgerichts von 2013, als rechtswidrig an, denn die Braunkohleplanung der 1990er Jahre entspricht seiner Auffassung nach nicht mehr den Maßgaben neuerer Gesetze zum Klimaschutz und Kohleausstieg.
RWE Power wollte den Ausgang einer Klage nicht abwarten und beantragte eine „vorzeitige Besitzeinweisung“ zum 1. November 2021 bei der bergbaurechtlich zuständigen Bezirksregierung Arnsberg. Diese wies das Unternehmen zum 1. November 2021 vorzeitig in den Besitz dieser Grundstücke ein, was gegen den Leitsatz 4 des Urteils des Bundesverfassungsgerichts von 2013 verstieß. Das Verwaltungsgericht Aachen lehnte die Eilanträge Heukamps und zweier Mieter aus Lützerath dagegen ab. In der Folge legten die Betroffenen Beschwerde beim Oberverwaltungsgericht Münster ein. Zunächst wollte das Gericht bis zum 7. Januar 2022 eine Entscheidung treffen. RWE Power hatte dem Gericht gegenüber zugesagt, so lange von der Räumung der Beschwerdeführer abzusehen. Am 20. Dezember 2021 erklärte das Gericht im Hinblick auf eine nicht mögliche Anhörung eines Berichterstatters bis Anfang Januar 2022, dass es den Fall zu einem späteren Zeitpunkt entscheiden wolle. Es untersagte RWE Power, auf den Grundstücken der Kläger bis dahin Abrissarbeiten oder sonstige Vorbereitungsmaßnahmen durchzuführen. Am 28. März 2022 bestätigte das OVG Münster die Entscheidung des VG Aachen mit der Begründung, „dass die energiepolitische Grundentscheidung zugunsten der Braunkohleförderung und -Verstromung mit dem verfassungsrechtlichen Klimaschutzgebot vereinbar“ (Zusammenfassung des WDR) sei. Die in Lützerath befindlichen Aktivisten zeigten sich darüber enttäuscht und kündigten an, sich einer Räumung der Grundstücke Heukamps durch RWE Power entgegenzustellen.

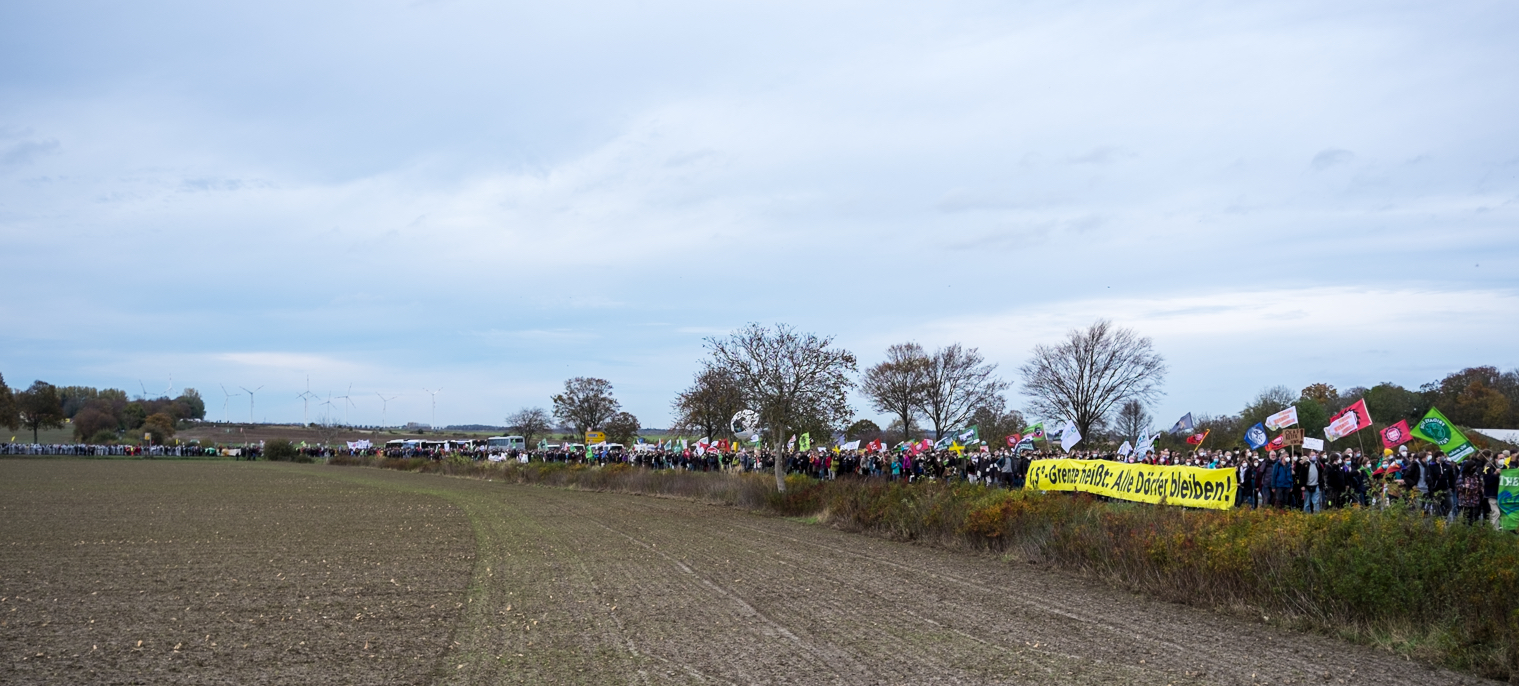
Demonstrationszug im Oktober 2021, Banner: „1,5 °C-Grenze heißt: Alle Dörfer bleiben!“

## Proteste und Besetzung von Lützerath

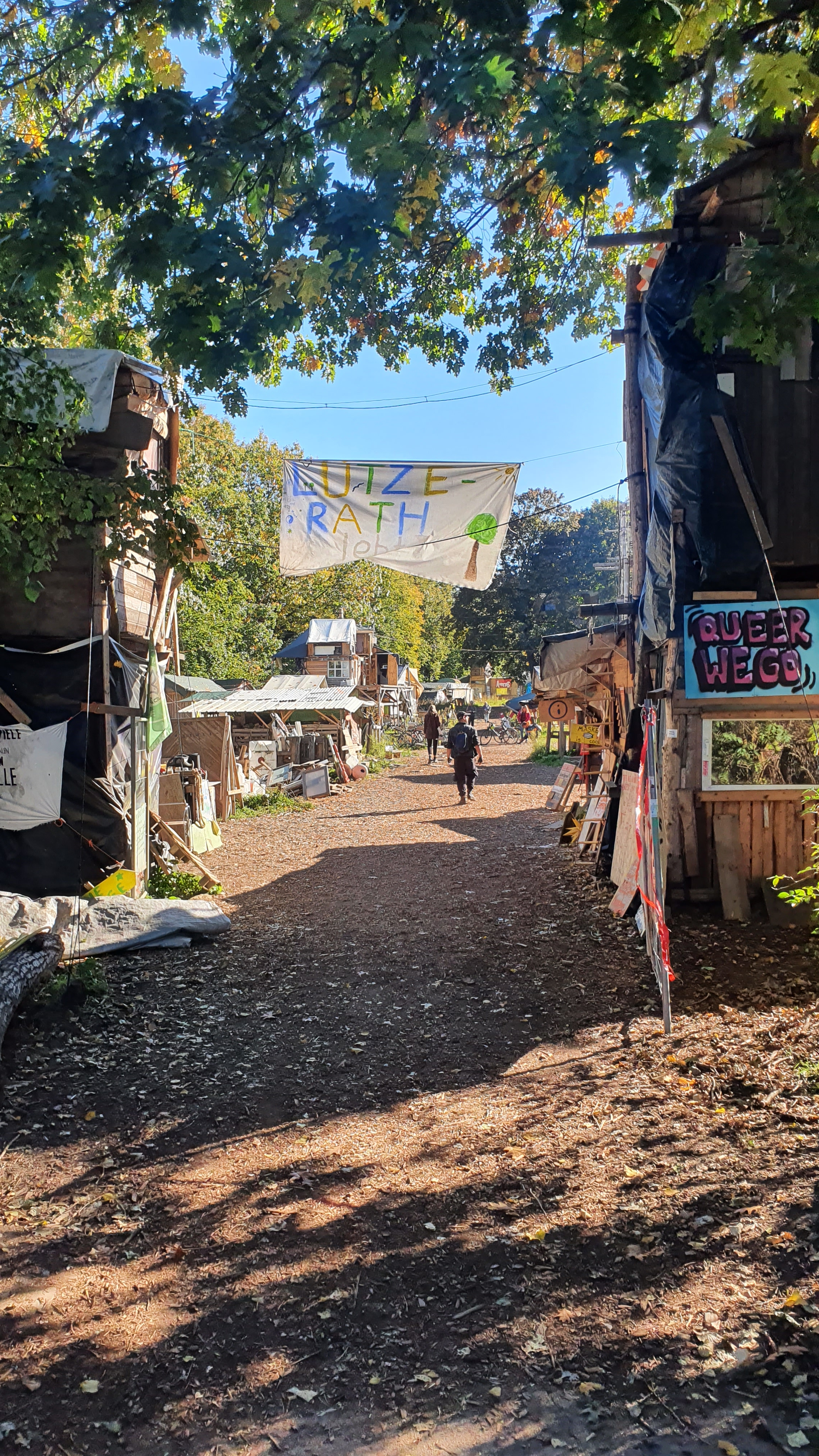
Eingang zum damaligen Camp (Oktober 2022)

Auf dem Grundstück des Landwirts war bereits 2020 ein Protestcamp eingerichtet worden, das unter anderem die vorzeitige Inbesitznahme durch RWE erschweren sollte. Dafür bildete sich das Bündnis Lützerath lebt aus lokalen und deutschlandweiten Bewegungen, in dem unter anderem Ende Gelände und Alle Dörfer bleiben beteiligt sind. Zum Jahresende 2021 wurde zudem einer der ins Eigentum von RWE Power übergegangenen Höfe von den Umweltaktivisten besetzt. Im gleichen Jahr erhielt die Bewegung vor Ort Unterstützung durch den Besuch von Klimaaktivistinnen wie Greta Thunberg, Luisa Neubauer und Vanessa Nakate.
Am 31. Oktober 2021 kam es zeitgleich mit dem Beginn der UN-Klimakonferenz in Glasgow zu einer Demonstration mit mehreren Tausend Teilnehmern. Am 23. April 2022 fand in Lützerath eine Demonstration mit über 2000 Teilnehmern statt. Anlass war Heukamps Verkauf seiner Grundstücke an RWE Power, nachdem er den Prozess zur Abweisung der Enteignung verloren hatte.
Am 22. Februar 2022 kam es nach Steinwürfen auf einen Kohlebagger in Lützerath zu einem großen Polizeieinsatz. Nachdem eine Person durch eine RWE-Sicherheitskraft festgesetzt wurde, wurden die danach gerufenen Beamten von 40 bis 50 Personen bedrängt, die Steine auf die Einsatzfahrzeuge warfen. Insgesamt wurden drei Männer und zwei Frauen verhaftet und diverse Barrikaden geräumt.
Am 19. November 2022 wurde ein Lützerath-Aktivist Wettkönig in der Sendung Wetten, dass..? und kündigte an, die Gewinnsumme von 50.000 € für den Erhalt des Dorfes einsetzen zu wollen. Im Publikum saß auch Heukamp zusammen mit Aktivisten, die Schilder mit Aufschriften wie „Lützerath lebt! Alle Dörfer bleiben“ in die Kameras hielten. Die Aktion erreichte 10 Millionen Zuschauer.

## Politische Debatte im Vorfeld der Räumung
Die seit Dezember 2021 amtierende Bundesregierung unter Olaf Scholz beabsichtigt in ihrem Koalitionsvertrag den Erhalt der nördlich von Lützerath bedrohten Dörfer. Die Entscheidung über Lützerath wolle die Regierung demnach der Judikative überlassen. Auch die seit Juni 2022 regierende Landeskoalition unter Ministerpräsident Hendrik Wüst spricht sich für den Erhalt der nördlich gelegenen Dörfer aus, erwähnt Lützerath in ihrem Koalitionsvertrag aber nicht. Der Deutsche Bundestag sprach sich im Juli 2022 für den Erhalt des Weilers aus. Er bezog sich dabei auf den in Folge des Überfalls Russlands auf die Ukraine von der Bundesregierung vorgesehenen Plan, den aus Gas gewonnenen Strom weitgehend durch andere Energieträger, darunter Kohle, zu ersetzen und stellte klar: „Es handelt sich um eine kurzfristige Maßnahme. […] Insofern es im Zuge der Anwendung […] zu einer Verschlechterung der Klimabilanz kommt, gilt es entsprechende negative Folgewirkungen an anderer Stelle aufzufangen, etwa durch die Vermeidung weiterer Abbauten von Braunkohletagebauflächen.“ Der Bundestag forderte daher die Bundesregierung auf, Lützerath zu erhalten.

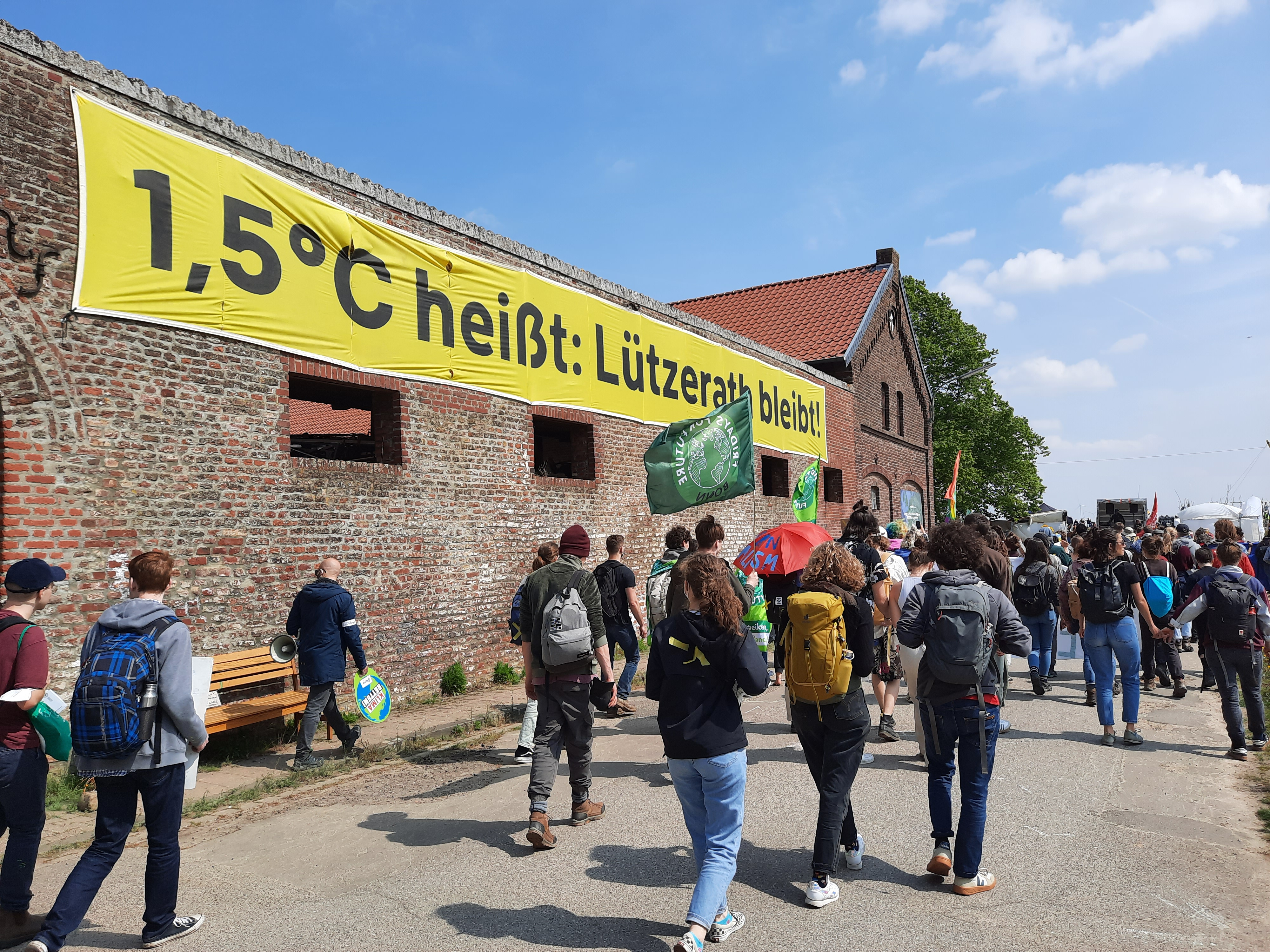
Banner mit Slogan „1,5 °C heißt: Lützerath bleibt!“

Auch eine im August 2022 erschienene Kurzstudie der TU Berlin und der Europa-Universität Flensburg im Auftrag von Europe Beyond Coal kam zu dem Schluss, dass trotz Gasknappheit der Erhalt von Lützerath gewährleistet werden könne, da keine energiewirtschaftliche Notwendigkeit für die Ausweitung des Tagebaus Garzweiler II bestehe. Eine Inanspruchnahme der Flächen Lützeraths zum Braunkohleabbau macht nach Einschätzung des Deutschen Instituts für Wirtschaftsforschung zudem den deutschen Beitrag zur Einhaltung des 1,5-Grad-Ziels unmöglich. Gutachten im Auftrag der Landesregierung sahen eine Notwendigkeit für den Abbau. In verschiedenen Szenarien werde betrachtet, „ob Deutschland die Energiewende eher mit einer großen Elektrifizierung oder mit viel Wasserstoff“ schaffe. Jedoch reiche „die vorhandene Kohle in keinem der betrachteten Szenarien – wenn Lützerath bleibt.“
Am 4. Oktober 2022 kündigten der RWE-Vorstandsvorsitzende Markus Krebber, NRW-Wirtschaftsministerin Mona Neubaur und Bundeswirtschaftsminister Robert Habeck auf einer gemeinsamen Pressekonferenz an, dass Lützerath abgebaggert werden solle. Dafür sollen die übrigen, noch nicht geräumten Dörfer erhalten und der Ausstieg aus der Braunkohleverstromung von 2038 auf 2030 vorgezogen werden. Die FDP beklagte, dass die Vereinbarung hinter verschlossenen Türen ohne Beteiligung des Bundestages getätigt worden sei, und sprach von einer Missachtung des Parlaments. Auch inhaltlich gab es Kritik an den Gutachten, die in der Pressekonferenz als Entscheidungsgrundlage genannt wurden.

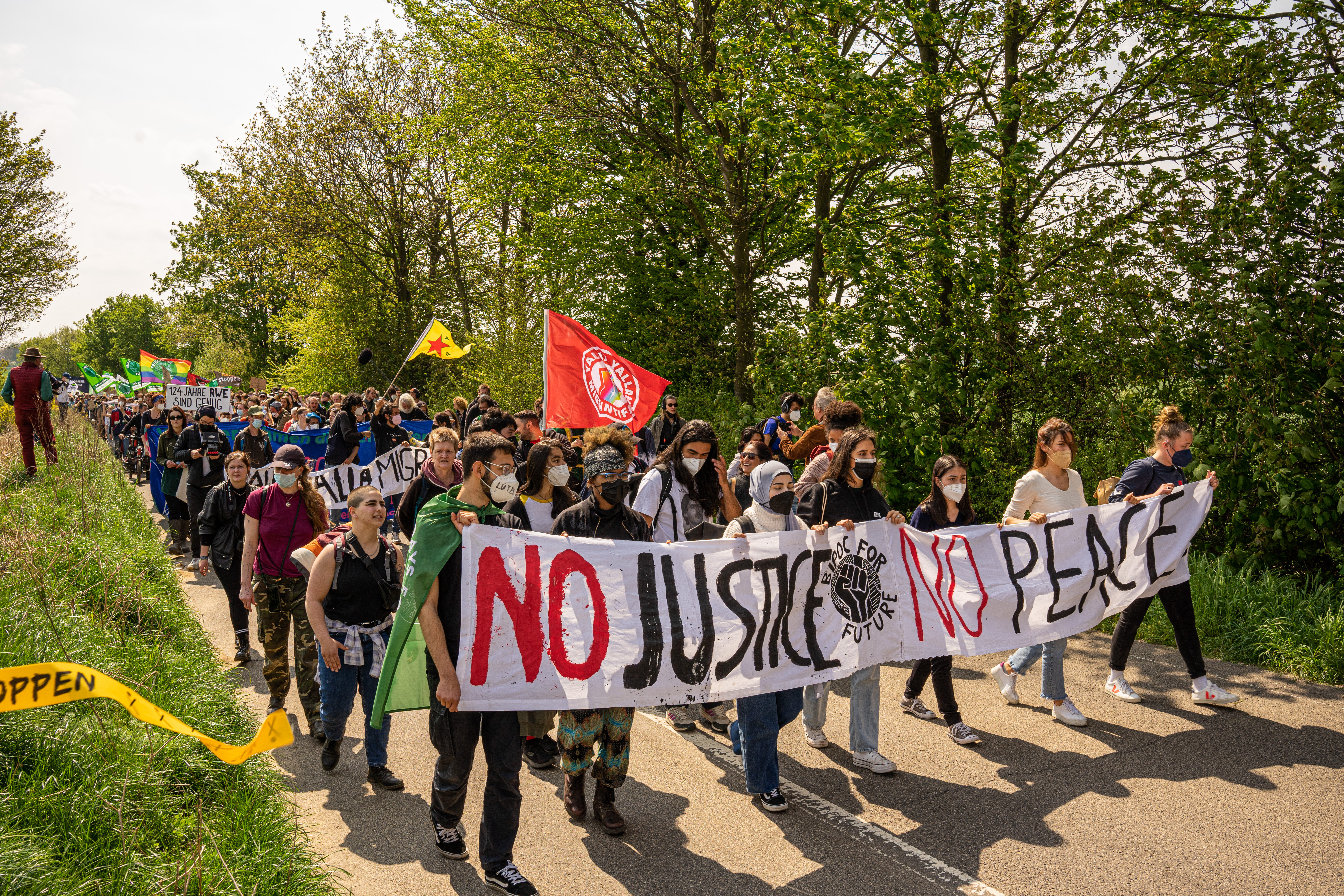
Demonstration im April 2022

Nachdem ein Gesetzentwurf der Bundesregierung durch die Fraktionen von SPD, Bündnis 90/Die Grünen und FDP ohne Gegenstimmen in diesen angenommen wurde, heißt es im entsprechenden Gesetz § 48 KVBG (Kohleverstromungsbeendigungsgesetz), das die Grundlage für den Abriss Lützeraths bietet:

„Die energiepolitische und energiewirtschaftliche Notwendigkeit und der vordringliche Bedarf zur Gewährleistung einer sicheren und zuverlässigen Energieversorgung werden für den Tagebau Garzweiler II in den Grenzen der Leitentscheidung der Landesregierung von Nordrhein-Westfalen zur Zukunft des Rheinischen Braunkohlereviers/Garzweiler II vom 23. März 2021 festgestellt, soweit durch diese Feststellung der Erhalt der Ortschaften Keyenberg, Kuckum, Oberwestrich, Unterwestrich und Berverath sowie der Holzweiler Höfe (Eggerather Hof, Roitzerhof, Weyerhof), jeweils mit einem angemessenen Abstand, bei der weiteren Tagebauführung sichergestellt wird.“

Am 20. Dezember 2022 erließ der Kreis Heinsberg eine Allgemeinverfügung, nach der das Betreten Lützeraths und der Zufahrtsstraßen sowie der Aufenthalt dort ab dem 23. Dezember 2022 nicht mehr erlaubt war. Ab dem 10. Januar 2023 sollte auch unmittelbarer Zwang zum Auflösen der Besetzung angewendet werden.

## Räumung von Lützerath und Gegenaktionen

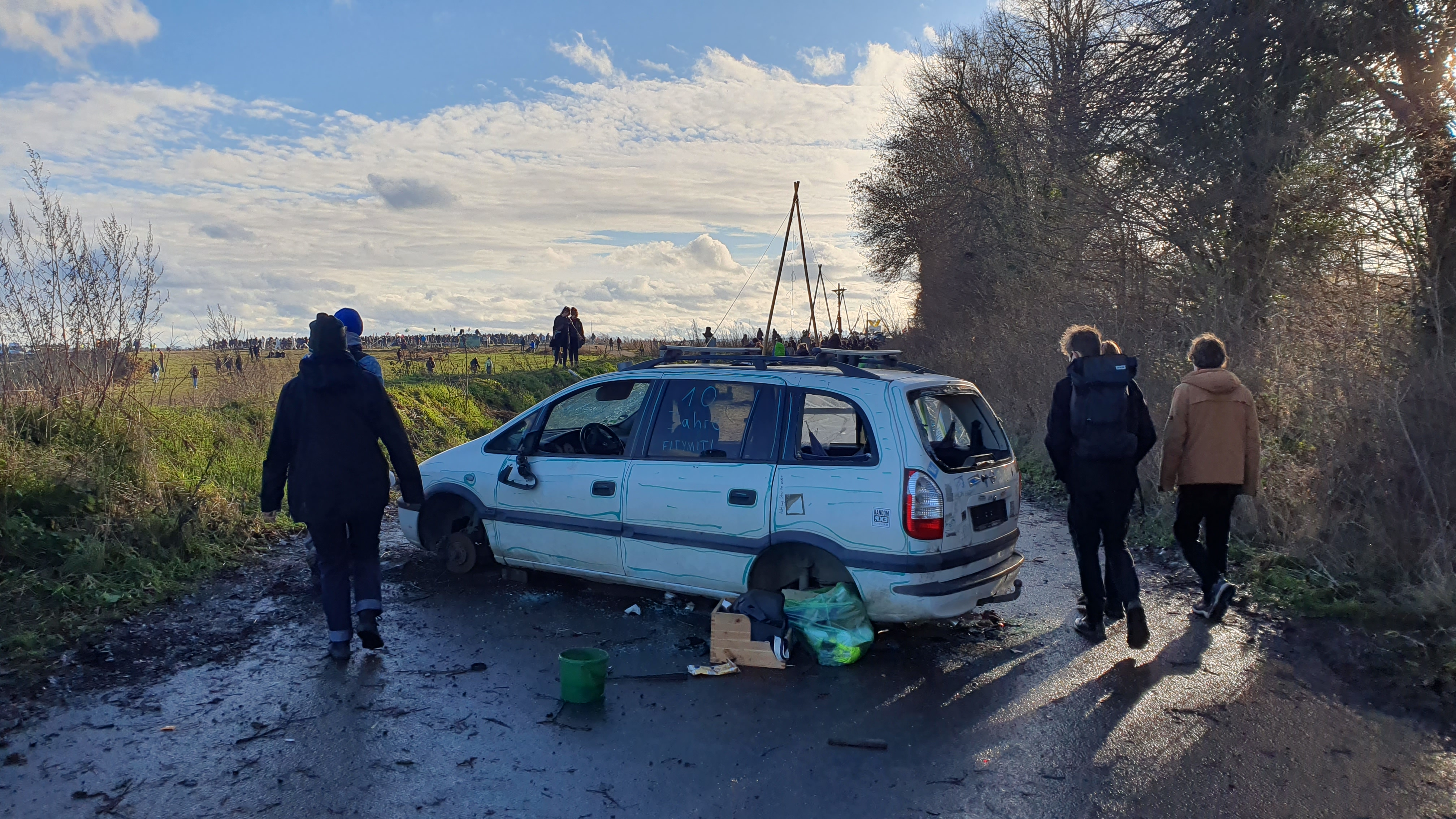
Ein altes Auto als Barrikade auf der ehemaligen L12

Das Landesinnenministerium sah Ende November 2022 eine Räumung des Weilers im Januar 2023 vor. Gegen die Räumung gründete sich ein Aktionsbündnis unter anderem mit Fridays for Future, Extinction Rebellion, Ende Gelände, Alle Dörfer bleiben und Interventionistischer Linke.
In der ersten Januarwoche 2023 begannen vorbereitende Arbeiten für die geplante Räumung Lützeraths, unter anderem wurden Barrikaden auf Zufahrtsstraßen entfernt. Dabei kam es zu Zusammenstößen, bei denen Personen verletzt wurden. Am 8. Januar fand ein „Dorfspaziergang“ mit mehr als 2000 Teilnehmern statt.
Vor Beginn der Räumung befanden sich laut Aussagen der Initiative „Lützerath lebt“ 700 Demonstranten im besetzten Weiler; die Polizei sprach von etwa 300 Personen. Am Morgen des 11. Januar riegelte die Polizei den Zugang zu Lützerath weiträumig ab und begann, mit mehreren Hundertschaften in das Ortsinnere vorzurücken. Der Journalistenverband DJU sprach wiederholt von Einschränkungen der Pressefreiheit durch Polizei und private Sicherheitskräfte.
Gleichzeitig schlossen sich über 500 Wissenschaftler einem offenen Brief der Scientists for Future an, in dem „substanzielle wissenschaftliche Zweifel an der akuten Notwendigkeit einer Räumung“ und der Erschließung der Braunkohle unter Lützerath, die für Energiesicherheit und Netzstabilität nicht nötig sei, ausgedrückt werden.
Am 12. Januar löste die Polizei einen nahe Lützerath stattfindenden Gottesdienst auf, nachdem diese behauptet hatte, dass es sich hierbei um eine politische Veranstaltung handelte. Die katholischen und evangelischen Kirchenverbände der Region forderten ebenfalls ein Moratorium der Räumung.
Am Abend des 12. Januar war die Räumung der oberirdischen Strukturen weitgehend abgeschlossen. Eine Herausforderung für die Räumungsarbeiten war ein Tunnel, der sich unter der Zufahrtsstraße zum besetzten Weiler befand. In einem von Aktivisten veröffentlichten Video sagten sie, sie seien bereit, sich im Tunnelsystem festzuketten, um die Räumung möglichst lange zu verzögern. Das Technische Hilfswerk (THW) schloss am gleichen Tag eine Erkundung ab.
Ein Bündnis mehrerer Umwelt- und Naturschutzorganisationen sowie lokaler Initiativen hatte zu einer Großdemonstration unter dem Motto Auf nach Lützerath! Gegen die Räumung – für Kohleausstieg & Klimagerechtigkeit aufgerufen. Gruppen aus dem ganzen Bundesgebiet und aus benachbarten Ländern organisierten Anreisen in das Rheinische Revier. Etwa 15.000 (Polizei) bzw. 35.000 bis 50.000 (Veranstalter) Menschen zogen am 14. Januar von Mönchengladbach-Wanlo über das benachbarte Keyenberg in Richtung eines Feldes zwischen Keyenberg und Lützerath, wo die Abschlussveranstaltung, unter anderem mit einem Redebeitrag Greta Thunbergs stattfand. Im Laufe des Nachmittags gelang es mehreren Demonstranten, zur Abbruchkante des Tagebaus vorzudringen, mehrere Hundert davon bewegten sich auf das weiterhin besetzte und abgezäunte Lützerath zu, während die Polizei unter Einsatz unmittelbaren Zwangs versuchte, diese mit Schilden und Wasserwerfern abzuhalten.

Großdemonstration vor Lützerath am 14. Januar 2023
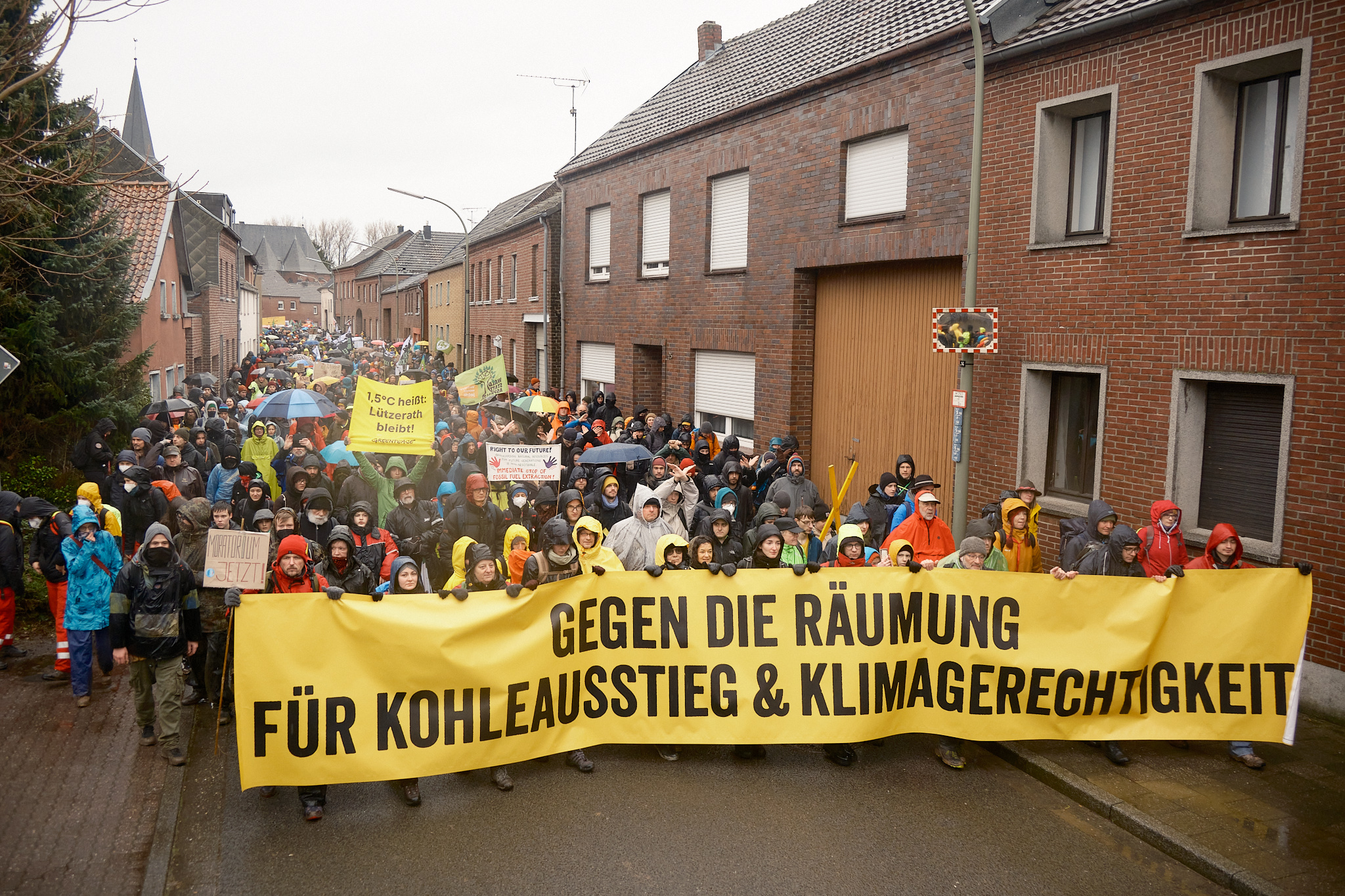
Demozug in Keyenberg
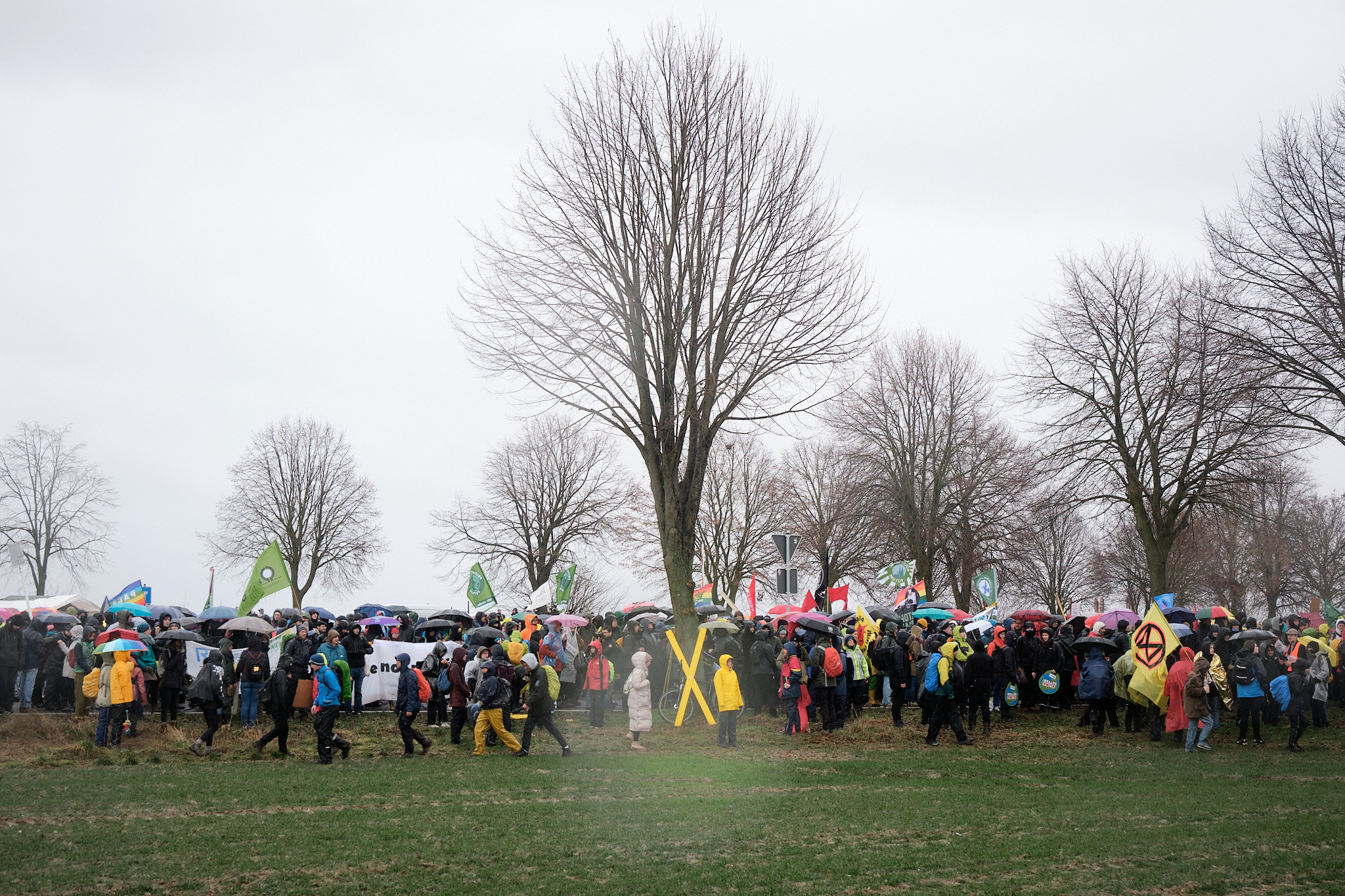
Demozug zur Schlusskundgebung zwischen Keyenberg und Lützerath
- Schlusskundgebung
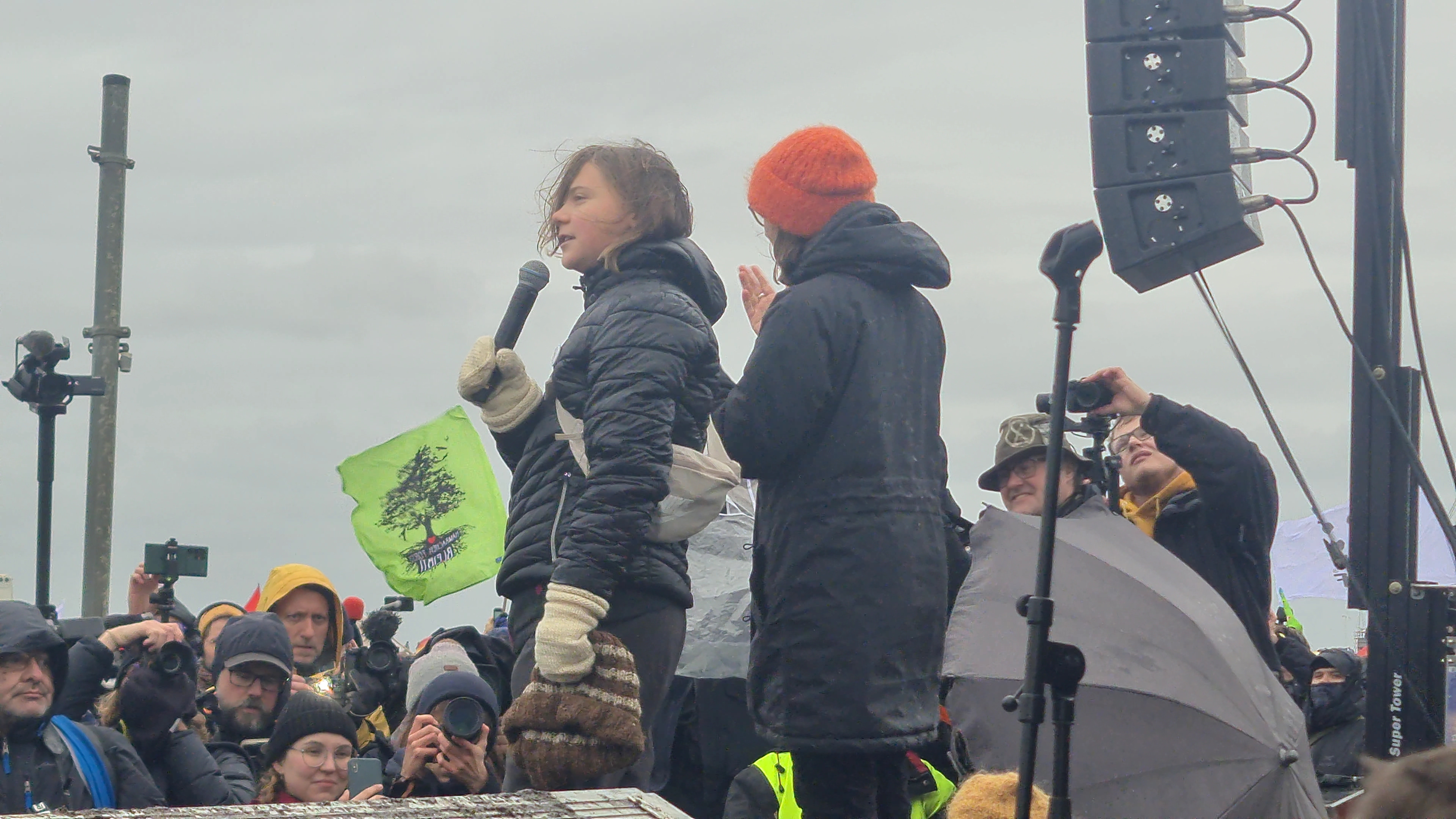
Rede von Greta Thunberg
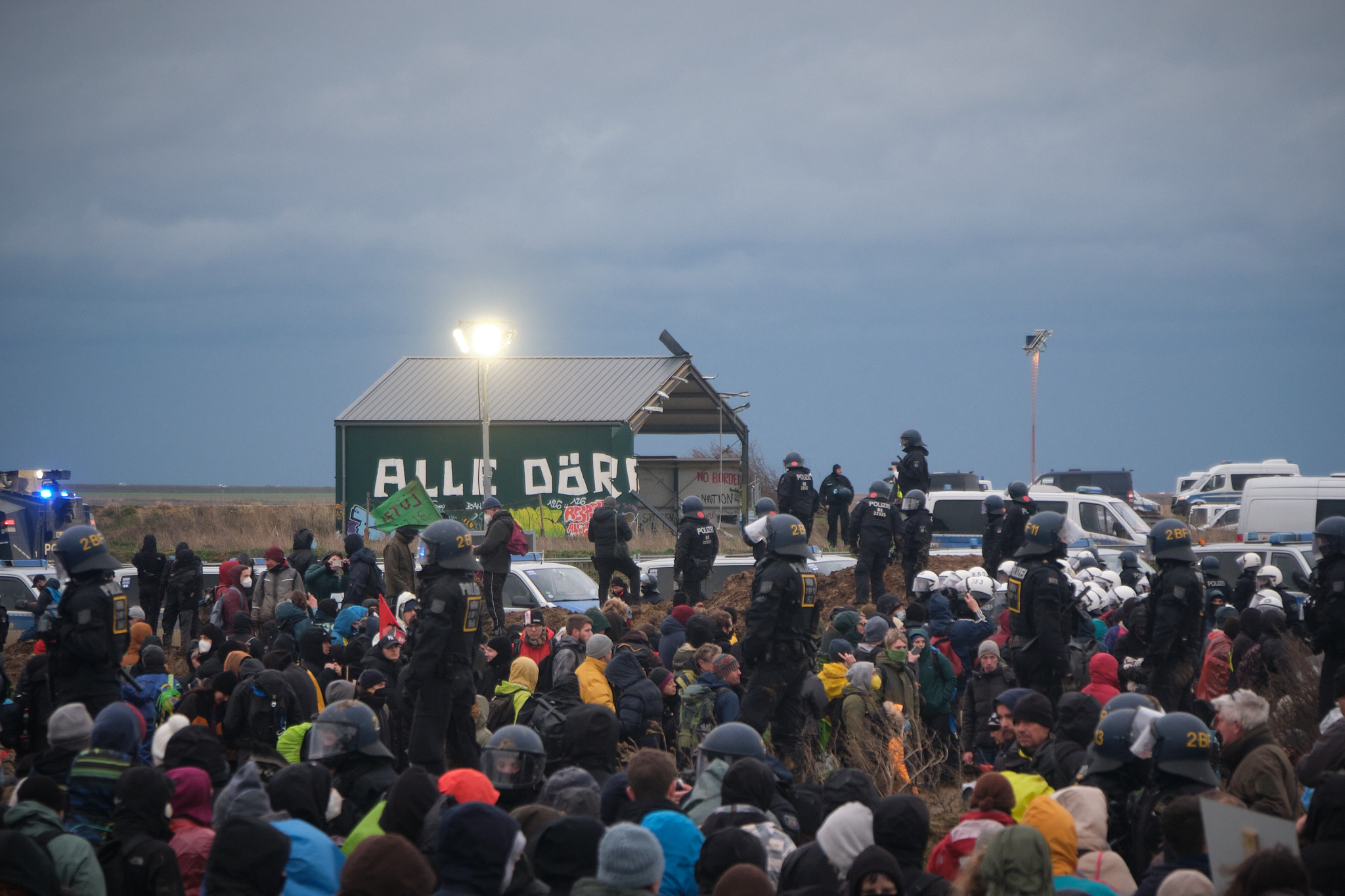
Auseinandersetzungen an den Polizeiketten vor Lützerath
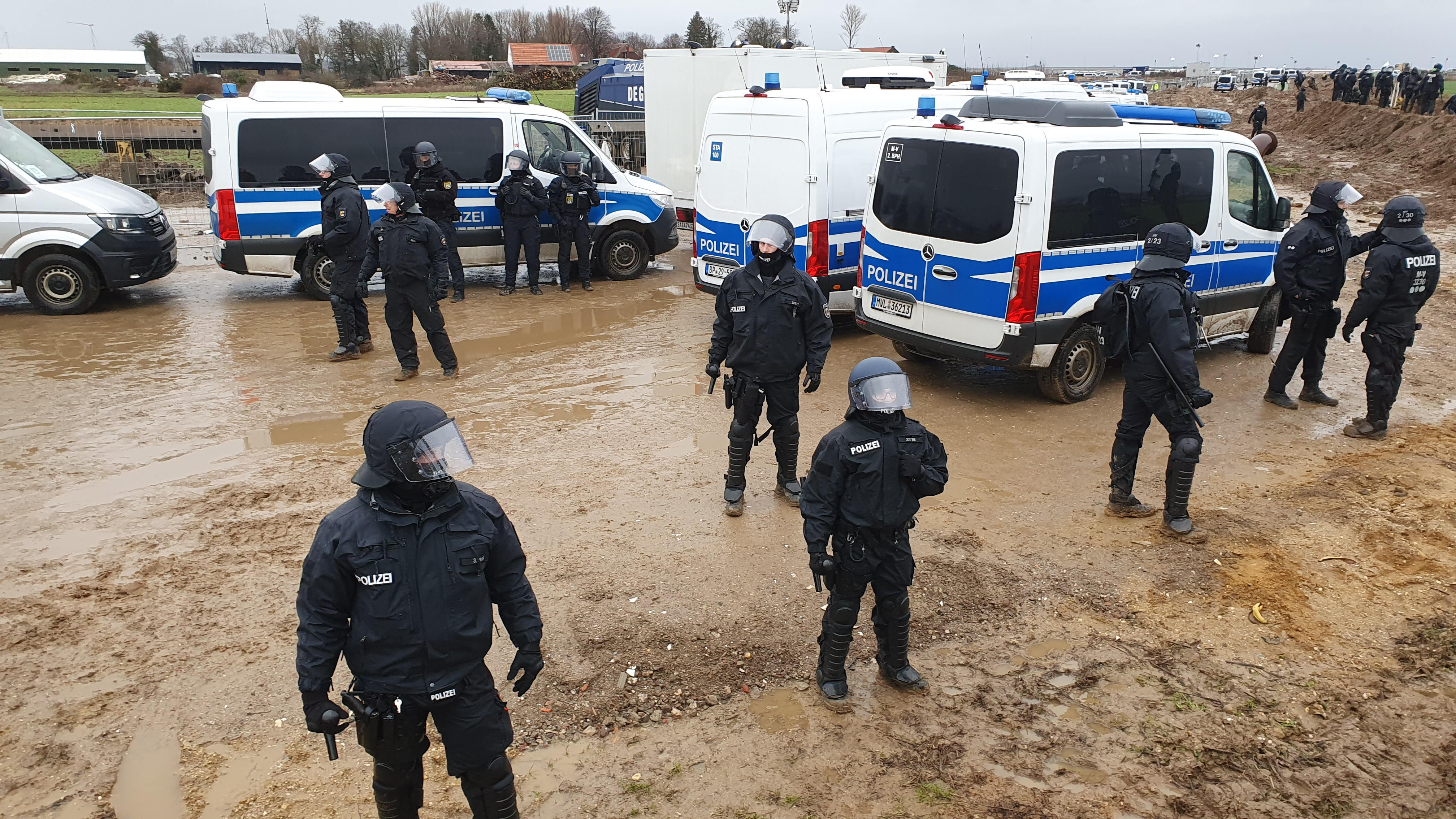
Polizeibarrikade am Eingang von Lützerath
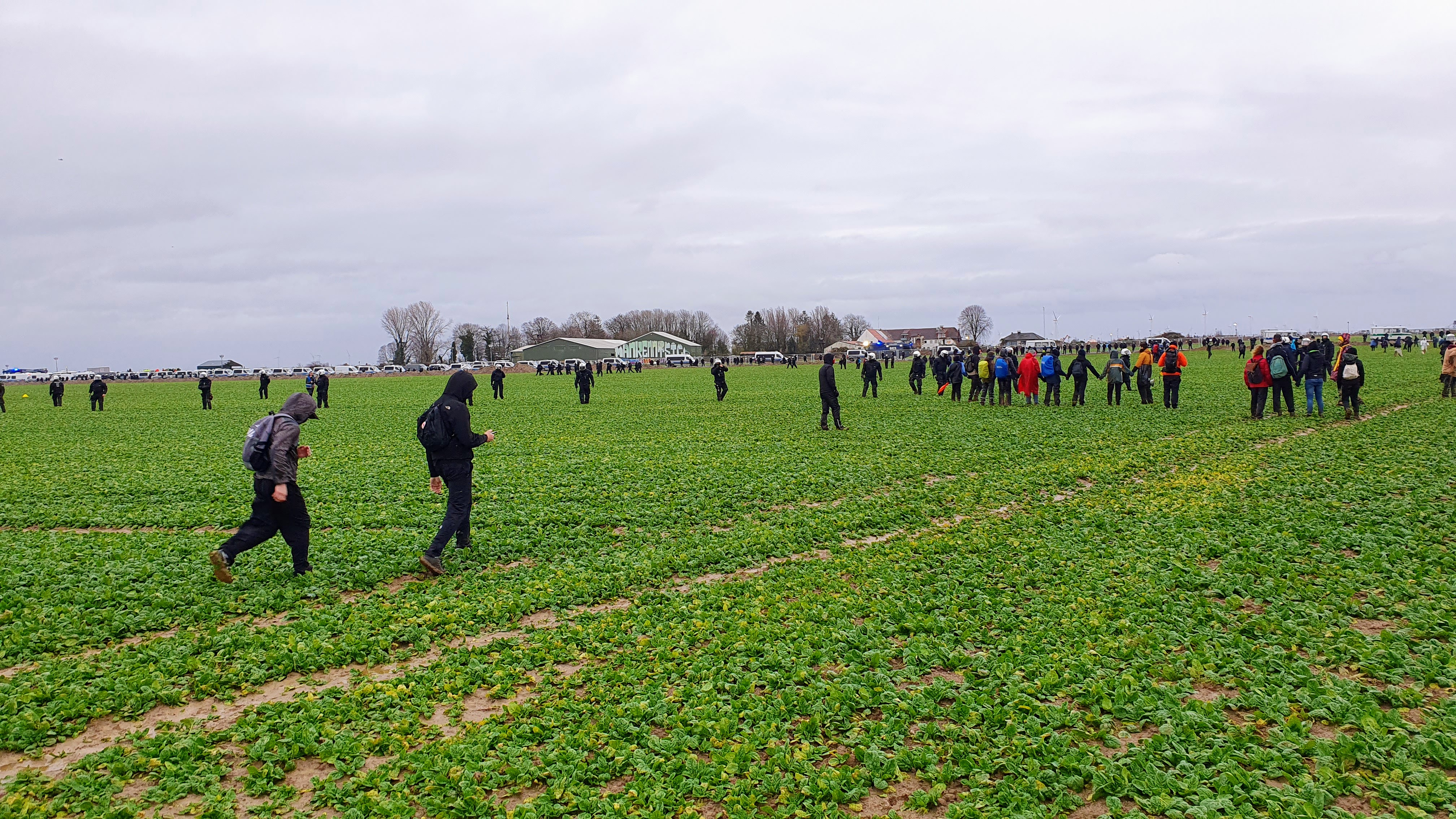
Demonstranten laufen auf Lützerath zu.

Am Abend des 15. Januar war die Räumung des Ortes bis auf die Tunnelanlagen abgeschlossen. Medienberichten zufolge habe die Polizei die Verantwortung der Tunnelräumung an das THW und die Werkfeuerwehr von RWE übergeben. Dies sei durch Deklaration als Rettung erfolgt.
Am 16. Januar verließen die beiden letzten Aktivisten die Tunnelanlage. Bis zum 19. Januar 2023 dauerte der Abriss der verbliebenen Gebäude sowie die Rodung von Bäumen.
Das Komitee für Grundrechte und Demokratie veröffentlichte Mitte März 2023 einen bezüglich des Verhaltens der Polizei kritischen Bericht unter dem Titel „Entscheidung für Gewalt“.